# Mietois

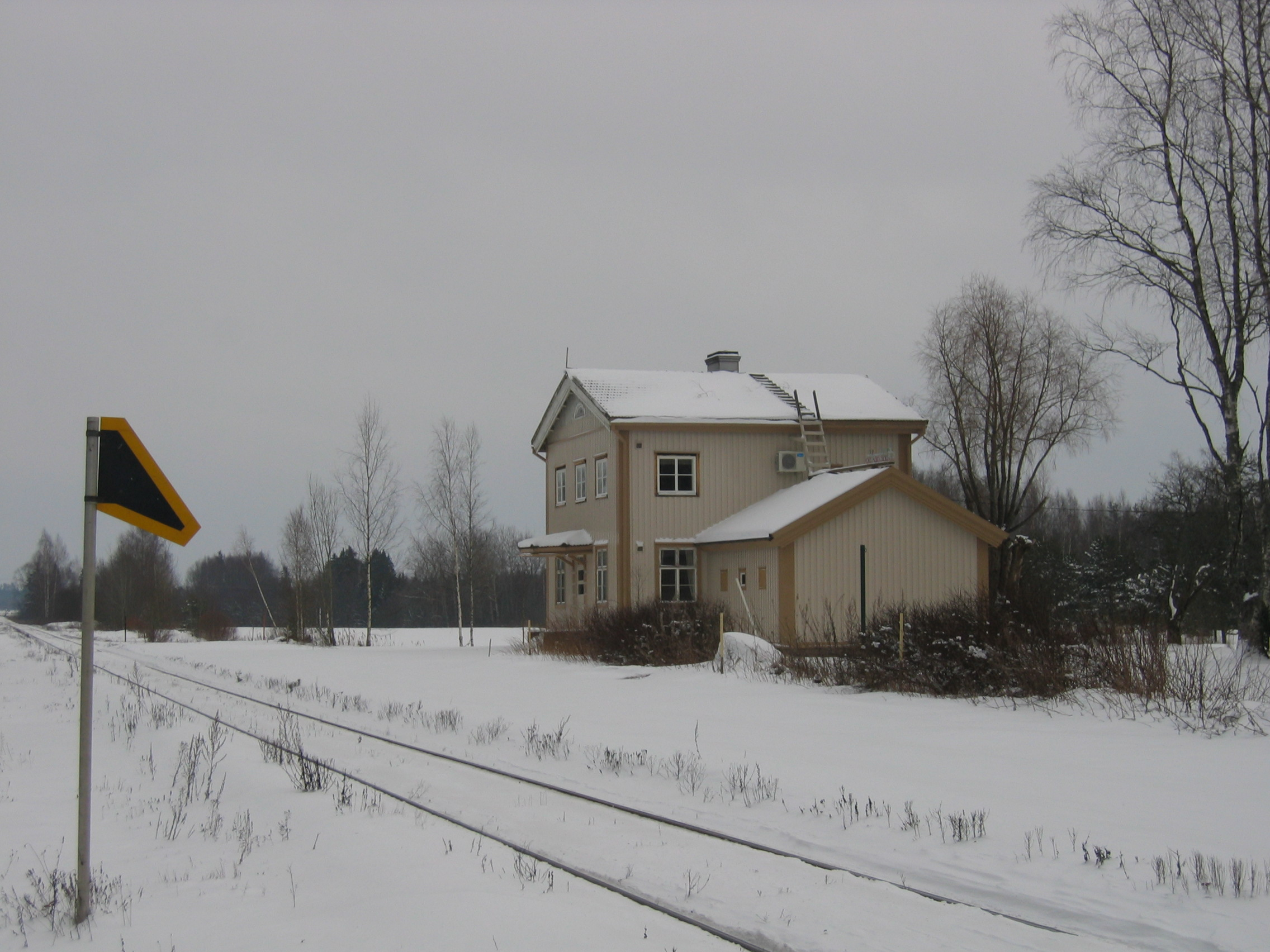
Hietamäkis järnvägsstationen i Mietois. Byggnaden sedd från Kappelimäentievägen.

Mietois (finska Mietoinen) är en före detta kommun i landskapet Egentliga Finland i Västra Finlands län. Mietois hade 1 716 resp. 1 699 invånare (per 31.12.2005 resp. 30.11.2006) och hade en yta på 126,52 km², varav 125,91 km² var landområden .
Mietois var enspråkigt finskt.
1 januari 1994 överfördes ett område med 7 invånare till Virmo. 1 januari 2004 överfördes ett område med 30 invånare till Virmo och ett område med 2 invånare till Nousis. Kommunerna Mietois och Virmo sammanslogs den 1 januari 2007 till den nya kommunen Virmo.

## Historia
Längs Laajoki ås nedre lopp mot Sarisfjärden i Mietoisviken fanns under senmedeltiden en grupp frälsegods (Arlax, Sydänperä, Ravea och Pyhe) som tillhörde Garp-ätten. De utgjorde ursprungligen gårdslän och spreds efter medeltiden på flera andra ägare. 
Saris gård är också ett medeltida gårdslän anlagt på en stor holme (finska saari). Det är det första gods som nämns i Finland, då det 1295 övergick till biskopsbordet i Åbo. Det var kronoförläning 1529-1555, kronoladugård 1555-1595, förläning 1598-1683, tjänsteboställe 1682-1798, under ätten Aminoff 1799-1943, statsägt 1943-2005, Kone-stiftelsen från 2006 och konstnärsresidens från 2017. 
Lehtis gård är känd från 1400-talets början och har en stenkällare från sent 1500-tal byggd av en medlem av ätten Fleming.

## Kultur

### Sevärdheter
- Mietois kyrka, stenkyrka från 1643
- Predikostenen, en stor sten vid vilken biskop Henrik predikade
- Saris gård

### Välkända personer från Mietois
- Adolf Aminoff, greve
- Adolf Kasimir Aminoff, överste och friherre
- Fredrik Aminoff, friherre, jurist, riksdagsledamot
- Gustaf Aminoff, friherre, historik
- Johan Fredrik Gustav Aminoff, guvernör och generalmajor
- Ivan Alexander Aminoff, friherre och sjökapten
- Viktor Zebor Bremer, bergsråd
- Augustin Ehrensvärd, greve och krigsmarskalk
- Daniel Juslenius, biskop och författare
- Eino Kivivuori, bergsråd
- Elina Kontu, professor
- Herman Oskar Procopé, generallöjtnant
- Victor Napoleon Procopé, senator